# مارثي وانغ
مارثي هالاند وانج (من مواليد 25 أكتوبر 1990 في بيرغن ، النرويج ) مغنية وكاتبة أغاني نرويجية وابنة عم عازفة القيثارة إيلين أندريا وانغ .

## سيرة شخصية
أصدرت وانغ ألبومها الأول Ut Og Se Noe Annet (2017). لاقى الألبوم استقبالًا جيدًا في وسائل الإعلام النرويجية  وتم ترشيحها لجائزة Spellemannprisen لعام 2017 في فئة موسيقى الفولكلور. 

## الألبومات
- 2017 : أوت أوغ سي نوي أنيت ( كيركيليج كولتورفيركستيد ) [3]
- 2020: باككونتكت (من إنتاجها الشخصي)

## روابط خارجية
- الموقع الرسمي